# Route nationale 23bis
La route nationale 23bis (RN 23bis o N 23bis) è stata una strada nazionale lunga 156 km che partiva da Pré-en-Pail e terminava ad Ancenis. Creata nel 1862, venne totalmente declassata nel 1972 a seguito della riforma.

## Percorso
Aveva inizio dalla N12 presso Pré-en-Pail: oggi ha il nome di D20. Passava per diversi piccoli centri, fra cui Villaines-la-Juhel ed Évron. Condivideva poi con la N162 il tratto che va da Villiers-Charlemagne a Château-Gontier. Qui, attraversata la Mayenne, proseguiva ancora verso sud-ovest servendo Segré e Candé per poi terminare ad Ancenis innestandosi sull’ex N23. Quest’ultimo tratto della N23bis è stato declassato a D923.